# Mazinho
Mazinho – bürgerlich Iomar do Nascimento (* 8. April 1966 in Santa Rita, Paraíba) – ist ein ehemaliger brasilianischer Fußballspieler und aktueller -trainer. Er gewann mit der Nationalmannschaft als Stammspieler die Fußball-Weltmeisterschaft 1994.

## Spielerkarriere
Mazinho war fast 20 Jahre in Brasilien und Europa aktiv. Sein erster Profiverein war 1983 Santa Cruz FC, der damals in der Campeonato Brasileiro de Futebol – Série B, der zweiten Liga, spielte. In seinem ersten Profijahr gewann der Defensivspieler mit Santa Cruz die Staatsmeisterschaft von Pernambuco. Nach drei Jahren wechselte er nach Rio de Janeiro zum CR Vasco da Gama, bei dem er für die kommenden vier Spielzeiten ein wichtiges Mitglied des Teams war. In den Jahren 1987 und 1988 gewann Mazinho mit seinem Team die Staatsmeisterschaft von Rio de Janeiro, im Jahr darauf den Campeonato Brasileiro de Futebol, den nationalen Meistertitel. Am Finaltag, dem 16. Dezember 1989, wurde im entscheidenden Spiel der FC São Paulo mit 1:0 geschlagen.

### Wechsel nach Europa
Mazinhos Leistungen blieben auch europäischen Teams nicht verborgen. So wechselte er 1990 nach Italien zum US Lecce. Auf Anhieb wurde er dort Stammspieler. Der Verein schaffte jedoch den Klassenerhalt in der Serie A nicht und Mazinho entschied sich, zu wechseln. Während der Sommerpause 1991 unterzeichnete er beim AC Florenz, bei dem er unter andern mit Gabriel Batistuta zusammen spielte. Als seine Leistungen stagnierten, entschloss er sich, wieder nach Brasilien zurückzukehren, um für Palmeiras São Paulo zu spielen. Dort gewann er 1993 die nationale Meisterschaft. Zudem wurde die Staatsmeisterschaft von São Paulo in den Spielzeiten 1993 und 1994 sowie 1993 die Torneio Rio-São Paulo gewonnen. Mazinho spielte wieder auf hohem Niveau, was sich in vier Titel in zwei Jahren widerspiegelte. Erneut erweckte dies das Interesse europäischer Teams, so wurde er zur Spielzeit 1994/95 vom spanischen Klub FC Valencia verpflichtet. Als einer der Leistungsträger wurde Mazinho mit dem Verein 1995 Zehnter und 1996 Vizemeister hinter Atlético Madrid. Nach diesem Achtungserfolg wechselte er innerhalb der Liga zu Celta de Vigo. In den vier Jahren bei Vigo war Mazinho Publikumsliebling und Stammspieler. Nachdem man im ersten Jahr noch gegen den Abstieg gekämpft hatte, verbesserte sich Vigos Team in den kommenden Jahren; mit dem fünften Rang 1998/99 war das Team so erfolgreich wie seit 1948 nicht mehr.
Inzwischen 34-jährig, unterschrieb Mazinho 2000 beim FC Elche und wechselte in die zweite spanische Liga. Nach einer Spielzeit verließ er Spanien und wechselte zurück nach Brasilien zum EC Vitória nach Salvador da Bahía, bei dem er nach 15 Saisonspielen seine Spielerkarriere beendete.

### Nationalmannschaft
1988 nahm Mazinho mit der brasilianischen Auswahl an den Olympischen Spielen in Seoul teil und gewann Silber. Im Mai 1989 gab er sein Debüt in der A-Nationalmannschaft. Kurz darauf gehörte er zum Team, das die Copa América 1989 gewann. Dabei kam er in sechs von sieben möglichen Spielen zum Einsatz. Im Finale gegen Uruguay spielte er die vollen 90 Minuten. Ein Jahr darauf wurde er in den Kader von Sebastião Lazaroni für die Weltmeisterschaft in Italien berufen. Dort hatte er mit Dunga, Alemão und Valdo zu große Konkurrenz im Mittelfeld der Seleção und blieb deshalb ohne Einsatz.
Vier Jahre später stand er erneut im Aufgebot der Brasilianer, die in den USA den WM-Titel gewinnen sollte. Dort war er Stammspieler der Elf, die das Finale gegen Italien erreichte. In sechs von möglichen sieben Begegnungen stand der Mittelfeldspieler auf dem Feld und verpasste nur eine Partie wegen einer Gelbsperre. Im Finale ließ ihn Trainer Carlos Alberto Parreira von Anfang an und über die volle Spielzeit einschließlich der Verlängerung spielen. Brasilien gewann nach Elfmeterschießen mit 3:2 seinen vierten WM-Titel.
1991 nahm er an der Copa América 1991 teil, bei der Brasilien Zweiter wurde.

## Trainerkarriere
Lange nach Ende seiner aktiven Laufbahn wurde Mazinho Trainer. Im Januar 2009 war er sportlicher Verantwortlicher für den griechischen Klub Aris Saloniki, bei dem er Quique Hernández ersetzte. Im November wurde er entlassen – nach nur drei Siegen aus neun Spielen – und für ihn wurde Héctor Cúper eingestellt. Insgesamt betreute er das Team in 23 nationalen Pflichtspielen.

## Erfolge
Nationalmannschaft
- Weltmeister: 1994
- Copa América: 1989
- Zweiter bei der Copa América: 1991

Santa Cruz
- Staatsmeisterschaft von Pernambuco: 1983

Vasco da Gama
- Taça Guanabara: 1987, 1990
- Staatsmeisterschaft von Rio de Janeiro: 1987, 1988
- Campeonato Brasileiro de Futebol: 1989

Palmeiras
- Staatsmeisterschaft von São Paulo: 1993, 1994
- Torneio Rio-São Paulo: 1993
- Campeonato Brasileiro de Futebol: 1993

Auszeichnungen
- Dreimal Bola de Prata für den besten linken Verteidiger der Saison: 1987, 1988, 1989[4]
- Dreimal Mannschaft des Jahres in der Campeonato Brasileiro de Futebol 1987, 1988, 1989[4]

## Trivia
- Waldemar Aureliano de Oliveira Filho, ebenfalls Mazinho genannt und zwischen 1991 und 1994 für den FC Bayern München aktiv, spielte ebenfalls Anfang der 1990er-Jahre für die Nationalmannschaft. Er ist jedoch nicht verwandt mit Iomar do Nascimento. Beide nahmen zusammen an der Copa América 1991 teil.
- Mazinhos Söhne Thiago (* 1991) und Rafinha (* 1993) sind ebenfalls Profifußballspieler. Anders als Mazinho spielt Thiago für die spanische Nationalmannschaft.